# Глен (Лимерик)
Глен (англ. Glen; ирл. An Gleann) — деревня в Ирландии, находится в графстве Лимерик (провинция Манстер).

## Демография
Население — 420 человек (по переписи 2006 года). В 2002 году население составляло 216 человек.
Данные переписи 2006 года:
| Общие демографические показатели |               |                               |                               |      |      |
| Всё население                    | Всё население | Изменения населения 2002—2006 | Изменения населения 2002—2006 | 2006 | 2006 |
| 2002                             | 2006          | чел.                          | %                             | муж. | жен. |
| 216                              | 420           | 204                           | 94,4                          | 211  | 209  |